# Xã St. Francis, Quận Effingham, Illinois
Xã St. Francis (tiếng Anh: St. Francis Township) là một xã thuộc quận Effingham, tiểu bang Illinois, Hoa Kỳ. Năm 2010, dân số của xã này là 1.213 người.